# Crime impossível
Crime impossível consiste naquele em que o meio usado na intenção de cometê-lo, ou o objeto-alvo contra o qual se dirige, tornem impossível sua realização.
Segundo o código penal brasileiro, em seu artigo 17:
"Não se pune a tentativa quando, por ineficácia absoluta do meio ou por absoluta impropriedade do objeto, é impossível consumar-se o crime."
- Exemplo de impossibilidade do meio:

Matar alguém, batendo-lhe com uma flor, fazendo rituais de magia, etc.
- Exemplo de impossibilidade do objeto:

Matar um cadáver, estuprar uma boneca, etc.

## Punição
Há diferentes interpretações a respeito da classificação ou não do crime impossível como crime de tentativa, este sim, punível.
A Inglaterra, diferentemente do Brasil, não considera a impossibilidade relacionada ao meio ou objeto como uma desculpa e, portanto, não exclui sua punição.
Trinta e sete estados norte-americanos já excluíram a "impossibilidade fatual" (onde se encaixariam a impossibilidade de meio ou objeto, no caso do Brasil) como defesa para as tentativas de crime.